# Ezio Flagello
Ezio Flagello (* 28. Januar 1931 in New York; † 19. März 2009 in Palm Bay, Florida) war ein US-amerikanischer Opernsänger (Bass).

## Leben
Flagello studierte an der Manhattan School of Music und an der Accademia Nazionale di Santa Cecilia in Rom. Er spezialisierte sich auf das italienische Fach.
Er debütierte 1955 beim Empire State Festival in Ellenville als Dulcamara in Donizettis Liebestrank. An der Metropolitan Opera in New York sang Flagello von 1957 bis 1984. Er begann als Schließer in Tosca und setzte seine Karriere fort als Leporello in Don Giovanni, Bartolo in Der Barbier von Sevilla, Rodolfo in La sonnambula, Raimondo in Lucia di Lammermoor, Silva in Ernani, Wurm in Luisa Miller, Sparafucile in Rigoletto, Fra Melitone in Die Macht des Schicksals, Philipp II in Don Carlos, Pogner in Die Meistersinger von Nürnberg und Timur in Turandot.
Flagello trat international erfolgreich häufig in Wien, Mailand, Berlin, London und anderen Städten auf.
1987 beendete er seine Karriere. Er war verheiratet mit der Schriftstellerin Anna Mione, mit der er vier Kinder hatte. Er starb in seinem Haus in Palm Bay, Florida.